# Heinz Körvers
Heinz Körvers (Bönninghardt, 3 luglio 1915 – Stalingrado, 29 dicembre 1942) è stato un pallamanista tedesco.

## Palmarès

### Olimpiadi
- Oro a Berlino 1936 nella pallamano.